# Огренич, Николай Леонидович
Николай Леонидович Огренич (8 декабря 1937 — 12 апреля 2000) — украинский и советский оперный певец, профессор, ректор Одесской государственной консерватории им. А. В. Неждановой. Народный артист УССР (1975).

## Биография
Появился на свет 8 декабря 1937 года в посёлке городского типа Ивановка Одесской области.
В 1966 году окончил Одесскую консерваторию (класс О. Н. Благовидовой).
С 1962 года — солист Одесского театра музыкальной комедии,
В 1966—1988 годах — солист Одесского театра оперы и балета.
В 1967—69 годах стажировался в миланском оперном театре «Ла Скала».
С 1970 года — преподаватель Одесской консерватории (с 1984 — ректор, с 1988 — профессор). Среди учеников: Константин Андреев.
Ушёл из жизни 12 апреля 2000 года. Похоронен на Втором Христианском кладбище в Одессе.

## Память
В 2007 году в посёлке городского типа Ивановка Одесской области рядом с Ивановской музыкальной школой установлен бюст Н. Л. Огренича.
Мемориальная доска (ул. Новосельского)

## Участие в конкурсах
- дипломант Всесоюзного конкурса вокалистов им. Глинки (1965)
- лауреат Международного конкурса вокалистов в Вернье (7-я премия, 1969)
- конкурс им. Чайковского (первая премия, 1970).

## Награды
- Народный артист УССР (1975).
- Почётный гражданин Одессы (1998).
- В 1997 году был награждён Орденом «За заслуги» третьей степени[2].